# Donáth László (lelkész)
Donáth László (Budapest, 1955. december 5. – 2024. július 11.) magyar evangélikus lelkész, publicista, politikus. 1994 és 2010 között a Magyar Szocialista Párt jelöltjeként országgyűlési képviselő volt. Közéleti pályafutása mellett az Aranyág Alapítvány kuratóriumának elnöke volt. Donáth Ferenc (1913–1986) politikus, a Nagy Imre-per másodrendű vádlottjának fia volt.

## Életpályája
1974-ben kezdte meg teológiai tanulmányait az Evangélikus Teológiai Akadémián, ahol 1979-ben szerzett diplomát. Ezt követően 1981-ig a kelenföldi, majd a budavári evangélikus gyülekezetnél lett segédlelkész. Ekkor került Miskolcra, végül egy-egy évre Ózdon és Sajókazán szolgált helyettes lelkészként. 1984-ben visszatért Miskolcra, majd 1986–87-ben a csepeli és budahegyvidéki gyülekezet kisegítő lelkésze volt. 1988-ban került a csillaghegyi gyülekezethez, előbb kisegítő lelkészként, majd rövid idő után parókus lelkésszé avatták. Kitartó küzdelme után, 2009-re létrejött a gyülekezet területén az állam által is gesztorált idősek szeretetotthona, a Gaudiopolis.
Lelkészi tevékenysége mellett 1989-ben részt vett a Történelmi Igazságtétel Bizottság kegyeleti bizottságában, valamint alapító tagja volt a Magyar–Zsidó Kulturális Egyesületnek. Ugyanebben az évben az Európai Protestáns Magyar Szabadegyetem elnökségi tagjává is választották. 1990 és 1994 között többek között az Eötvös Loránd Tudományegyetemen és a Wesley János Teológiai Főiskolán oktatott, elsősorban a zsidó–keresztény párbeszédről. Emellett több karitatív szervezet, így az Aranyág Alapítvány kuratóriumának elnöke is lett. Az alapítvánnyal több évig gyermeksegélyezési műsor készült a Magyar Televízióban. 1978 óta jelentek meg publicisztikái az egyházi, 1987 óta a világi sajtóban.
Az 1994-es országgyűlési választáson a Magyar Szocialista Párt győztes jelöltje volt a budapesti 4. számú egyéni választókerületben (Óbuda északi része). Ezt a sikerét a következő három választáson megismételte. A 2010-es magyarországi országgyűlési választáson Budapest 2. számú egyéni választókerületében (Bp. II. kerületének egyik része) indult, de alulmaradt a fideszes Balsai Istvánnal szemben. Listáról sem szerzett mandátumot. Országgyűlési tevékenysége alatt 1994 és 2002 között az emberi jogi, kisebbségi és vallásügyi bizottság tagja, majd 2006-ig alelnöke volt. 2006 és 2010 között az emberi jogi, kisebbségi, civil- és vallásügyi bizottságban, valamint 2002 és 2006 között a kulturális és sajtóbizottságban dolgozott. A pártnak nem volt tagja.

## Személye elleni eljárások
2020. december 17-én az evangélikus egyház vizsgálóbizottsága életszerűnek találta az ellene felhozott szexuális zaklatási vádakat, és püspöke nyugdíjkorhatárának elérése után nem járult hozzá lelkészi szolgálatának meghosszabításhoz A lelkész egyházközségének presbitériuma az egyházkerület közleményéről külön vizsgálatban – egyebek között – megfogalmazta, hogy „Teljes körű tényfeltárás sem történt, amelynek alapján a panaszok hitelességét meg lehetne állapítani. A közlemény tehát inszinuáció, amelyet a gyülekezet elutasít.” A presbitérium – a püspöki állásfoglalással szemben – a lelkész szolgálatát két évvel meghosszabította.
2021. február 5-én vádat emeltek ellene szeméremsértés és aljas indokból elkövetett könnyű testi sértés miatt. 2021. február 19-én a bíróság – az ügyészség indítványa alapján – tárgyalás mellőzésével, nem jogerősen egy év hat hónap felfüggesztett szabadságvesztésre ítélte. Donáth a bűnösségét nem ismerte el, ragaszkodott a nyilvános tárgyaláshoz.

## Családja
Édesapja Donáth Ferenc (1913–1986) politikus, agrártörténész, a Nagy Imre-per másodrendű vádlottja, édesanyja Bozóky Éva (1923–2004) könyvtáros, publicista. Két nagybátyja a holokauszt áldozata lett. Donáth 1979-ben nősült, házasságukból két leány-, Donáth Mirjam író, újságíró és Donáth Anna politikus, szociológus valamint egy fiúgyermek született.

## Díjai, elismerései
- Tekintet-díj (1992)
- Budapest díszpolgára (2010)
- Radnóti Miklós antirasszista díj (2012)

## Megjelent munkái
- Tanulmányok a lutheri reformáció történetéből. Luther Márton születésének 500. évfordulójára; (társszerző, szerk. Fabiny Tibor, 1984)
- Szentföldi látomások. Keresztény-zsidó párbeszéd (társszerző, 1988)
- A szeretet leleménye. Esszék és teológiai írások; összeáll. Agárdi Péter; T-Twins, Bp., 1994